# Batman (Kingpin)
A Batman egy kéthavonta megjelenő képregénysorozat, ami a Kingpin kiadó gondozásában jelenik meg Magyarországon 2014. május óta.

## Története
A Semic Interprint (későbbi nevén Adoc-Semic) Batman képregénysorzatának Supermanével való összeolvasztása (Superman & Batman), majd megszűnése után az újságárusoknál évekig nem volt kapható képregény Batman szereplésével.
2006-tól a Képes kiadó jelentetett meg Batman történeteket, és könyvesbolti kereskedelemben kapható kötetekben adta ki a képregényhős újabb kalandjait. (Hush 1-3, Préda, Terror, Arkham Elmegyógyintézet, Hush visszatér 1-2, Hush szíve). A Batman jogainak birtokosa, és eredeti képregényeinek kiadója, a DC Comics - illetve annak anyavállalata, a Warner Bros. - viszont oly mértékű jogdíjemelést vitt véghez, ami miatt a Képes kiadó nem tudta folytatni a további kiadást.
Ismét több év telt el, mire a Kingpin kiadónak sikerült megállapodnia a DC Comics-szal az újbóli magyar terjesztésről. Így 2014 májusában jelenhetett meg a Batman második sorozata, a fent említett kiadó jóvoltából. A képregénysorozat kéthavonta 48 oldalon jelenik meg, évi egy-két különszámmal, a mai napig is.

## Megjelenések
A Batman sorozatban az első történet mindig Batman saját története, a második történet pedig különböző DC karakterek, csapatok saját kalandjait meséli el.
A sorozat alapvetően két nagyobb részre tagolható.
Az első a Batman 655 részétől induló, Grant Morrison író - és több rajzoló (Andy Kubert, Tony S. Daniel, John Van Fleet) - által jegyzett korszak, ami nálunk a 681. számmal ért véget (14. rész). Ebben az egyik fő szálat Batman fiának feltűnése képezi, akinek létezéséről ő eddig nem tudott (Batman Fia történet). A másik nagyobb történetben pedig több bűnöző összefogva töri meg Batman-t testileg-lelkileg egyaránt (Nyugodjék békében történet)
A második a Scott Snyder-Greg Capullo alkotópáros fémjelezte időszak, mely a DC Comics New 52 néven ismert megújult, megfiatalított univerzumában játszódik (15. számtól). Itt egy titokzatos társaság, az úgynevezett Baglyok Bírósága tűnik fel az ismeretlenből, majd kiderül róluk, hogy évtizedek-századok óta tevékenykedtek Gotham városában, észrevétlenül, befolyásolva annak fejlődését, gazdaságát, sorsát (Baglyok bírósága, Baglyok éjszakája történetek).
Tudnivalók a sorozatról:
1. Mivel a képregénysorozat májustól indult, ezért nem januártól decemberig tart egy előfizetési év, hanem májustól májusig. Emiatt inkább 'évadnak' szokták hívni.
2. A Batman képregény a második 'évadában' 6 helyett 8 számmal jelent meg (7-14. számok), de az eladások emiatt csökkentek, így a további számokkal visszaálltak az évadonkénti 6 megjelenésre.
3. A sorozat különszámai nem függnek össze a fő sorozat történeteivel, önállóan, magukban is érthetőek és élvezhetőek.

### Alap sorozat
| Szám | Megjelenés       | Cím                                                                         | Eredeti megjelenése                            | Odalszám |
| ---- | ---------------- | --------------------------------------------------------------------------- | ---------------------------------------------- | -------- |
| 1    | 2014. május      | Batman és Fia 1. rész, Ragadozók: Mester és tanítvány 1. rész               | Batman 655. és Birds of Prey 62.               | 52       |
| 2    | 2014. július     | Batman és Fia 2. rész, Ragadozók: Mester és tanítvány 2. rész               | Batman 656. és Birds of Prey 63.               | 52       |
| 3    | 2014. szeptember | Batman és Fia 3. rész, Ragadozók: Mester és tanítvány 3. rész               | Batman 657. és Birds of Prey 64.               | 52       |
| 4    | 2014. november   | Batman és Fia 4. rész, Ragadozók: Mester és tanítvány 4. rész               | Batman 658. és Birds of Prey 65.               | 52       |
| 5    | 2015. január     | Egy bohóc éjfélkor, Ragadozók: Mester és tanítvány 5. rész                  | Batman 663. és Birds of Prey 66.               | 52       |
| 6    | 2015. március    | Bruce Wayne három kísértete, Ragadozók: Mester és tanítvány 6. rész         | Batman 664. és Birds of Prey 67.               | 52       |
| 7    | 2015. május      | A fekete napló; Wonder Woman, Zatanna és Batgirl: Lánybuli                  | Batman 665. és The Brave and the Bold 33.      | 52       |
| 8    | 2015. június     | Batman: Nyugodjék békében 1. rész, Ragadozók: Romokban                      | Batman 676. és Birds of Prey 75.               | 52       |
| 9    | 2015. július     | Batman: Nyugodjék békében 2. rész, Ragadozók: Hősvadászok 1. rész           | Batman 677. és Birds of Prey 76.               | 52       |
| 10   | 2015. augusztus  | Batman: Nyugodjék békében 3. rész, Ragadozók: Hősvadászok 2. rész           | Batman 678. és Birds of Prey 77.               | 52       |
| 11   | 2015. szeptember | Batman: Nyugodjék békében 4. rész, Ragadozók: Hősvadászok 3. rész           | Batman 679. és Birds of Prey 78.               | 52       |
| 12   | 2015. november   | Batman: Nyugodjék békében 5. rész, Ragadozók: Hősvadászok 3. rész           | Batman 680. és Birds of Prey 79.               | 52       |
| 13   | 2016. január     | Batman: Nyugodjék békében 6/1. rész, Ragadozók: Hősvadászok 5. rész         | Batman 681. és Birds of Prey 80.               | 52       |
| 14   | 2016. március    | Batman: Nyugodjék békében 6/2. rész, Fekete kanári: Bűn és bűnhődés 1. rész | Batman 681. és Black Canary 1.                 | 52       |
| 15   | 2016. május      | A Baglyok bírósága 1. rész, Fekete kanári: Bűn és bűnhődés 2. rész          | Batman (New 52) 1. és Black Canary 2.          | 52       |
| 16   | 2016. július     | A Baglyok bírósága 2. rész, Fekete kanári: Bűn és bűnhődés 3. rész          | Batman (New 52) 2. és Black Canary 3.          | 52       |
| 17   | 2016. szeptember | A Baglyok bírósága 3. rész, Fekete kanári: Bűn és bűnhődés 4. rész          | Batman (New 52) 3. és Black Canary 4.          | 52       |
| 18   | 2016. november   | A Baglyok bírósága 4. rész, Ragadozók: A nagy dobás 1. rész                 | Batman (New 52) 4. és Birds of Prey 87.        | 52       |
| 19   | 2017. január     | A Baglyok bírósága 5. rész, Ragadozók: A nagy dobás 2. rész                 | Batman (New 52) 5. és Birds of Prey 88.        | 52       |
| 20   | 2017. március    | A Baglyok bírósága 6. rész, Ragadozók: A nagy dobás 3. rész                 | Batman (New 52) 6. és Birds of Prey 89.        | 52       |
| 21   | 2017. május      | A Baglyok éjszakája 1. rész, Ragadozók: A nagy dobás 4. rész                | Batman (New 52) 7. és Birds of Prey 90.        | 52       |
| 22   | 2017. július     | A Baglyok éjszakája 2. rész, Jonah Hex: Az ördögnek, ami az ördögé          | Batman (New 52) 8. és Jonah Hex (vol.2) 1.     | 52       |
| 23   | 2017. szeptember | A Baglyok éjszakája 3. rész, Az Igazság Ligája 1. rész                      | Batman (New 52) 9. és Justice League 1.        | 52       |
| 24   | 2017. november   | A Baglyok éjszakája 4. rész, Az Igazság Ligája 2. rész                      | Batman (New 52) 10. és Justice League 2.       | 52       |
| 25   | 2018. január     | A Baglyok éjszakája 5. rész, Az Igazság Ligája 3. rész                      | Batman (New 52) 11. és Justice League 3.       | 52       |
| 26   | 2018. március    | Szellem a gépben, Az Igazság Ligája 4. rész                                 | Batman (New 52) 12. és Justice League 4.       | 52       |
| 27   | 2018. május      | Első Hó, Az Igazság Ligája 5-6. rész                                        | Batman Annual 1. és Justice League 5-6.        | 68       |
| 28   | 2018. július     | Halál a Családra 1. rész, Az Igazság Ligája 6. rész                         | Batman (New 52) 13. és Justice League 6.       | 52       |
| 29   | 2018. szeptember | Halál a Családra 2. rész, Jonah Hex: Mocsári sírok                          | Batman (New 52) 14. és Jonah Hex (vol.2) 10.   | 52       |
| 30   | 2018. november   | Halál a Családra 3-4. rész, Batgirl: Eszelős lánykérés                      | Batman (New 52) 15-16. és Batgirl (New 52) 14. | 68       |

Megjegyzés: A 25-ös szám két különböző borítóval jelent meg. A (Wonder Woman) és B (Batman) verzióban.

### Különszámok
| Szám   | Megjelenés      | Cím                                                   | Eredeti megjelenése                                     | Odalszám |
| ------ | --------------- | ----------------------------------------------------- | ------------------------------------------------------- | -------- |
| 2014/1 | 2014. augusztus | Batman különszám - Az Igazság ligája: Bábel tornya    | Justice League of America 43-46. (2000. július-október) | 88       |
| 2015/1 | 2015. december  | Batman különszám - Karácsonyi Ének                    | Batman: Noël (2011. november)                           | 112      |
| 2016/1 | 2016. október   | Batman különszám - A nevető ember                     | Batman: The Man Who Laughs (2005. február)              | 64       |
| 2017/1 | 2017. április   | Batman különszám - Csak egy fadarab                   | Detective Comics 784-786. (2003. szeptember-november)   | 64       |
| 2017/2 | 2017. december  | Batman különszám - Föld-1, 1. rész                    | Batman: Earth One (2012. július)                        | 80       |
| 2018/1 | 2018. február   | Batman különszám - Föld-1, 2. rész                    | Batman: Earth One (2012. július)                        | 64       |
| 2018/2 | 2018. augusztus | Batman különszám - A gyilkos tréfa                    | Batman: The Killing Joke (1988. március)                | 52       |
| 2018/3 | 2018. december  | Batman különszám - A Sötét lovag visszatér, 1-2 rész. | Batman: The Dark Knight Returns 1-2.                    | 100      |

### Batman kötetek
• Batman: A Baglyok bírósága [Eredetileg megjelent a Batman 15-19. számaiban] (DC) Batman (New 52) 1-5. (2018. március)
• Batman: A gyilkos tréfa [keménytáblás kiadás] (DC) Batman: The Killing Joke (2018. július)